# Aeroporto de Okadama
Esta página contém alguns caracteres especiais e é possível que a impressão não corresponda ao artigo original.
O Aeroporto Sapporo Okadama (札幌丘珠空港, Sapporo Okadama Kūkō) (IATA: OKD, ICAO: RJCO) é um aeroporto localizado em Okadama-chō, Higashi-ku, Sapporo, Hokkaido, 4 m.n. (7,41 km) ao norte do centro da cidade de Sapporo. Seu serviço de companhia aérea regular é limitado á voos por turboélice para outras cidades para Hokkaido: aviões mais largos usam o Novo Aeroporto de Chitose, 45 km (28,0 mi) ao sul da cidade. O aeroporto é também usado pelas Forças de Autodefesa do Japão e por operadores empresariais e de Aviação geral: uma instalação adjacente abriga o centro de Controle de tráfego aéreo para Hokkaido e a Região de Tōhoku. O aeroporto abriga a matriz do Hokkaido Air System.

## História
Okadama foi construída entre 1942 e 1944 como um aeródromo para o Exército imperial japonês. Em seguida á rendição do Japão para os Estados Unidos em 1945, finalizando a Segunda Guerra Mundial, as Forças Aéreas do Exército dos Estados Unidos assumiram o aeródromo, usando-o como uma base de treinamento até o fim da ocupação dos Estados Unidos em 1952. Em seguida á ocupação, a área reverteu para as Forças de Autodefesa do Japão.
A operação regular de passageiros cíveis começou em junho de 1956 quando a North Japan Airlines (mais tarde Japan Domestic Airlines, Toa Domestic Airlines e Japan Air System) começaram a operar para Memanbetsu. All Nippon Airways começou a operar para Okadama em 1966. O sucessor dela e All Nippon Airways serviço de hélice operado no aeroporto até meados de 1970s, principalmente usando o NAMC YS-11 turboélice. Embora a pista principal do aeroporto foi estendida de 1,000 para 1,400 m em 1967, a maioria do tráfego regular migrou para o New Chitose Airport que era mais bem equipado para controlar aviões a jato mais largos.  Em 1974, Toa cessou operações em Okadama e ANA estabeleceu uma nova subsidiária, Air Nippon, para lidar com os voos do YS-11 no aeroporto. ANA mais tarde substituiu seus YS-11s com turboélices mais silenciosos, os Bombardier Dash 8.
Em 1995, a cidade de Sapporo propôs estender a pista para 2,000 m em ordem para permitir serviço de jato em Okadama. Este plano encontrou protestos de moradores vizinhos, e foi abandonado em 1996. Em 1998, moradores locais concordaram por uma extensão da pista para 1,500 m em troca por um limite de 44 decolagens e pousos diários.
ANA, o qual representava por 80% do tráfego de passageiros em Okadama, cessou operações em Okadama em 2010, deixando o afiliado da JAL Hokkaido Air System como a única transportadora programada do aeroporto. O terminal do aeroporto (operado por uma empresa de 26% detida pelo governo de Sapporo) operou em um pequeno lucro até o ano fiscal de 2009, mas a partida do grupo ANA o tráfego dirigiu suas finanças em uma perda líquida. HAS continua a servir o aeroporto usando turboélices Saab 340.
Em novembro de 2013, Fuji Dream Airlines operou um fretamento de jato regional para Okadama do Komaki Airport em Nagoya, o primeiro serviço de jato de passageiros na história do aeroporto.

## Companhias aéreas e destinações
| Companhias Aéreas   | Destinos                                           |
| ------------------- | -------------------------------------------------- |
| Hokkaido Air System | Hakodate - Kushiro - Memanbetsu - Misawa - Rishiri |

## unidades JGSDF
- Sede da Northern Air Corps (Beechcraft King Air 350)
- Northern Helicopter Corps (H-6, UH-1)
- No. 7 Division Airborne
- No. 11 Division Airborne

## Transporte terrestre
- Hokuto Kotsu Bus
- Hokkaidō Chūō Bus